# Bamboesberg
Bamboesberg – pasmo górskie w Republice Południowej Afryki w Prowincji Przylądkowej Wschodniej. Góry zostały nazwane od gatunku bambusa tesselata Arundinaria, który rośnie w wąwozach. Góry tworzą dział wodny między płynącej na południe rzek Tarka (rzeka) i Black Rivers Kei, a Stormbergspruit, która jest dopływem rzeki Orange. Niektóre ze szczytów pasma mają powyżej 2000 m. Najwyższym szczytem jest Aasvoëlberg, 35 km na zachód od Sterkstroom, który wznosi się na wysokości 2208 m n.p.m.
Skały zbudowane są z osadów serii Stormberg systemu Karoo.